# Matthias Morys
Matthias Morys (Waiblingen, 1987. március 19. –) német labdarúgó, aki jelenleg a Sonnenhof Großaspach játékosa. 11 másodperc alatt teljesíti a 100 méteres futást.

## Pályafutása
2005-ben egy szezonra az 1. FC Normannia Gmünd játékosa volt. 2006-ban a VfB Stuttgart II csapatának játékosa volt, ahol 2008-ig szerepelt és 56 bajnokin 7 gólt szerzett. A 2008-09-es szezon kezdette előtt a Kickers Offenbach csapatának játékosa lett.
2009 júliusában ingyen igazolt a bolgár Chernomorets Burgas klubjához. Egy szezon után visszatért Németországba, ahol a VfR Aalen játékosa lett. 2011 januárjában távozott. Nyáron a Sonnenhof Großaspach együttesébe igazolt. 41 bajnokin szerzett 27 gólt.
2012 decemberében tárgyalásokat folytatott a RB Leipzig csapatával. 2013 januárjában 3 és fél éves szerződést kötöttek. Március 2-án debütált a Optik Rathenow csapata ellen, majd a 78. percben Stefan Kutschke váltotta őt. Április 7-én első bajnoki találatát is megszerezte a VFC Plauen ellen 2-2-re végződő mérkőzésen. 2015 januárjában kölcsönbe került fél évre egykori klubjához a Sonnenhof Großaspachhoz.
2015 júniusában elhagyta a RB Leipzig csapatát és visszatért egykori klubjához a VfR Aalenhez. 2019 nyarán az SC Austria Lustenau csapatához írt alá. 2020. január 1-től visszatért a Sonnenhof Großaspach csapatához.